# Lunar Eclipse
Lunar Eclipse es el tercer álbum de David Bryan en solitario y es instrumental.

## Canciones del álbum
1. Second Chance - 3:42
2. I Can Love - 4:40
3. It's a Long Road - 4:12
4. On a Full Moon - 3:57
5. April - 3:40
6. Kissed by an Angel - 3:23
7. Endless Horizon  - 4:14
8. Lullaby for Two Moons - 3:43
9. Interlude - 0:57
10. Room Full of Blues - 2:50
11. Hear Our Prayer - 3:35
12. Summer of Dreams - 3:36
13. Up the River - 2:54
14. Netherworld Waltz - 5:30
15. In These Arms (versión vocal) - 5:05

- Datos: Q1171172